# فيكتور كاساي
فيكتور كاساي (بالمجرية: Kassai Viktor) هوَ حكم كرة قدم دولي هنغاري دولي، شاركَ في تحكيم كأس العالم لكرة القدم 2010، وكانَ الحَكم في نهائي دوري أبطال أوروبا 2011، وفي عام 2003 أصبح فيكتور حكماً دولياً كامِلاً في الاتحاد الدولي لكرة القدم (الفيفا).

## المسيرة التحكيمية
في كأس العالم تحت 20 سنة لكرة القدم 2007 عمل على تحكيم مباراة المجموعات بينَ البرازيل وكوريا الجنوبية، كما حكمَ مُبارة الأرجنيتن وكوريا الشمالية.
حَكم فيكتور في بطولة أمم أوروبا لكرة القدم 2008 كحكم رابع في عدد من المُباريات، وفي خلال عام 2008 شاركَ في تحكيم منافسات كرة القدم للرجال في الألعاب الأولمبية الصيفية 2008 كما شاركَ في تحكيم المُباراة النهائية.

### كأس العالم 2010
تم اختيار فيكتور كاساي ضمن طاقم حكام بطولة كأس العالم 2010، بدأ أولى مُباراته في التصفيات المؤهلة للبطولة في الملحق بين منتخب البحرين ومنتخب نيوزلندا في الأراضي البحرينية.
وفي 5 يوليو 2010 قام بإدارة تحكيم مباراة نصف نهائي كأس العالم بين بطل المسابقة المنتخب الإسباني والمنتخب الألماني، وهي أقوى مباراة يقودها حكمٌ مجري بعد نهائي كأس العالم 1994 بقيادة الحكم ساندور بوهل.
أما أول ظهور له في البطولة فقد كان في دور المجموعات في 15 يونيو 2010 بين المنتخب البرازيلي والمنتخب الكوري الشمالي والتي انتهت بفوز المنتخب البرازيلي بنتيجة 2-1.
أدار أيضاً مباراة المنتخب الأمريكي والمنتخب الغاني في دور الستة عشر، التي انتهت بالوقت الإضافي بالتعادل الإيجابي ثم فاز المنتخب الغاني بنتيجة 2-1.

### نهائي دوري أبطال أوروبا 2011
كانَ فيكتور كاساي الحكم الرئيسي للطاقم الهنغاري في نهائي دوري أبطال أوروبا 2011 في ملعب ويمبلي في لندن التي فاز بها النادي الإسباني بنتيجة 3-1، حيثُ أنذر 2 من لاعبي برشلونة (داني ألفيس وَفيكتور فالديز) وَمانشستر يونايتد (أنتونيو فالنسيا وَمايكل كاريك).

### يورو 2012
في بطولة أمم أوروبا 2012 أدار كاساي مباراتي أوكرانيا وإنجلترا، وكذلك مباراة إسبانيا وإيطاليا في دور المجموعات. في المباراة التي أدارها كاساي بين أوكرانيا وإنجلترا أثارت لقطة الرأي العام بشأن تفعيل تكنولوجيا خط المرمى وذلك على إثر لقطة المدافع الإنجليزي والتي تبين فيما بعد أنها هدف صحيح وتجاوزت خط المرمى. صرح سيب بلاتر رئيس الفيفا في ذلك الوقت بان تفعيل تكنولوجيا خط المرمى ضرورية.

### كأس العالم للأندية 2016
في 14 ديسمبر 2016 أصبح فيكتور كاساي أول حَكم يمنح ضربة جزاء بعد إعادة مُشاهدة تشغيل الفيديو.

## روابط خارجية
- فيكتور كاساي على موقع Soccerway.com (الإنجليزية)
- فيكتور كاساي على موقع أوليمبيديا (الإنجليزية)

- ملف فيكتور على موقع الفيفا
- فيكتور كاساي على موقع WorldReferee.com نسخة محفوظة 14 فبراير 2016 على موقع واي باك مشين.
- مقابلة مع فيكتور كاساي – origo.hu (بالمجرية)